# Umm As-Sa´d Bint Isam
Umm As-Sa´d Bint Isam fue una poetisa árabe-andalusí del siglo XIII.

## Biografía.
Poetisa malagueña proveniente de una familia de notables hombres de la cultura de la época. Se desconoce su fecha exacta de nacimiento, pero se estima que fallece en Málaga alrededor del año 1242.
Su hermana fue poetisa también y se llamaba Muhya.
El único poema de esta poetisa que se conserva es también el único poema religioso de este grupo de autoras que se conoce en la actualidad.